# 年度最佳學生
《年度最佳學生》（Student of the Year）是2012年的印度電影，由卡蘭·喬哈導演，是一部愛情喜劇。此片起用了新人作主要角色，但也有請來知名影星客串。

## 演員
- 西哈夫·馬賀拉（Siddharth Malhotra）…… 飾演Abhimanyu Singh
- 艾莉雅·巴特（Alia Bhatt）……飾演Shanaya Singhania
- 瓦倫·達瓦（Varun Dhawan）……飾演Rohan Nanda
- 里希·卡普尔（Rishi Kapoor）……飾演Dean Yogendra Vashisht
- 珊娜·薩依（Sana Saeed）……飾演Tanya Israni
- 沙希爾·亞南（Sahil Anand）……飾演Jeet Khuraana
- 卡約捷·依蘭尼（Kayoze Irani）……飾演Kaizad "Sudo" Sodabottleopenerwala
- 曼絲·拉奇（Mansi Rachh）……飾演Shruti Pathak
- 拉姆·卡普尔（Ram Kapoor）……飾演Ashok Nanda
- 卡約兒（Kajol）……特別演出舞曲「The Disco Song」

## 故事梗概
故事開始於在一間貴族學校，講述學生們爭奪年度最佳學生的獎項及兩名男主角爭奪女主角芳心。

## 外部連結
- 互联网电影数据库（IMDb）上《Student of the Year》的资料（英文）